# Sieben Frauen (1989)
Sieben Frauen ist ein deutscher Film aus dem Jahr 1989. Regie führte Rudolf Thome. Sieben Frauen bildet nach Das Mikroskop und Der Philosoph den letzten Teil von Thomes Trilogie „Formen der Liebe“.

## Inhalt
Hans Hummel erbt das Haus seines verstorbenen Vaters. Als er in dieses Haus einzieht, entdeckt er einen Brief seines Vaters, in dem dieser schreibt, dass ein Millionenvermögen auf Hans wartet, er allerdings dafür einige Aufgaben zu erledigen habe. Zu diesem Zweck findet Hans einen vorprogrammierten Computer, auf dem der Vater Text- und Sprachdateien hinterlassen hat. Fünf heiratswillige Frauen verwöhnen zudem Hans.
Es kommt zum Besuch von ehemaligen Geschäftspartnern des Vaters und Hans wird auch einmal von Einbrechern angegriffen, die allerdings von den karatekundigen Frauen in die Flucht geschlagen werden.
Zunächst freundet sich Hans mit Ati an, die ihn vor Johanna warnt, da er sich sofort in sie verlieben würde. Bei einem nächtlichen Treffen erliegt Hans auch ihrem Charme, allerdings rät ihm der Vater mittels einer aufgezeichneten Sprachnachricht, Johanna zu vertrauen.
Hans umwirbt Johanna, welche ihm daraufhin rät, das Vermögen zu verschenken, weil Reichtum oft kein Glück verspricht. Hans leistet ihrem Rat Folge und es kommt zum Happy End.

## Kritik
„Ein kleines modernes Märchen voller loser Enden, leichthändig bis zur Auflösung inszeniert; es bietet keine Erklärungen, sondern verkündet eine einfache Botschaft.“